# Fukuda Denshi Arena
La Fukuda Denshi Arena (フクダ電子アリーナ), est un stade de football situé à Chiba au Japon. Il a une capacité de 19 781 places. Le JEF United Ichihara Chiba y joue ses matchs à domicile.

## Histoire
Le stade est mis en service en 2005, il devient la résidence du JEF United Ichihara Chiba qui jouait auparavant au ZA Oripri Stadium (en). D'abord nommé stade Chiba Soga, l'entreprise Fukuda Denshi a acheté les droits de naming.